# Christophe Dumas
Pour les articles homonymes, voir Dumas.
Christophe Dumas, né le 30 décembre 1971 à Bron, est un joueur de basket-ball français, évoluant au poste d'arrière (1,92 m).

## Biographie
Christophe Dumas est formé à l'ASVEL. Avant de signer son premier contrat professionnel dans son club formateur, il participe à l'Euro Junior en 1990 à Groningue. Dumas prend très vite des responsabilités et passe de 2,2 points de moyenne lors de la saison 1990-1991 à 10,3 points en 1992-1993, en l'espace de trois saisons. Entre-temps, il honore à nouveau le maillot bleu lors de l'Euro Junior de 1992, à Athènes. L'année suivante, Dumas joue le Mondial espoir avec les espoirs de l'équipe de France, à Valladolid. Lors de sa dernière saison à l'ASVEL, en 1993-1994, Dumas explose ses compteurs avec plus de 14 points, 3 rebonds et 3 passes décisives par match. Sa réputation est telle qu'il est appelé, en 1994, à défendre les couleurs de l'équipe de France pour les qualifications à l'Euro 1995. Après les qualifications à l'Euro 1995, Christophe Dumas rencontre des problèmes cardiaques juste avant la saison 1994-1995 ce qui l'oblige à ne pas jouer durant une saison. En 1996, le rhodanien trouve un nouveau club. Il s'agit de la JDA Dijon. Dumas a l'occasion de revenir sur les parquets et même de disputer pour la première fois de sa carrière la coupe Korać. En Pro A, il termine à 9,4 points, 2,2 passes décisives et 1 rebond.
À l'été 1996, Dumas rentre en contact avec Besançon et signe un contrat. Pendant trois saisons, Dumas tourne autour de 10 points par match. À plusieurs reprises, Besançon se maintient en Pro A et même atteint les play-offs grâce à son scoreur français. En 1998, à la suite des bons résultats du club bisontin, Christophe Dumas a encore la chance de disputer une compétition européenne avec la coupe Korać.
Dumas ne reste pas à Besançon et rejoint le PSG Racing sous les ordres de Didier Dobbels, le temps d'une saison 1999-2000. Après une saison à Paris, l'artilleur expérimenté choisit de rejoindre Limoges qui est alors rétrogradé financièrement en Pro B. Dumas aide le club limougeaud à remonter en Pro A. Il émarge, lors de la saison 2000-2001, à plus de 10 points, 3 rebonds et 3 passes décisives. La saison suivante, il réussit avec le CSP à se maintenir en Pro A.
Son dernier club est Besançon. Il connaît une montée en Pro A (2002-2003) et finit donc sa carrière une saison après, toujours dans ce dernier club.

## Carrière

### Clubs
- 1990-1994 :   ASVEL Villeurbanne  (N 1 A et Pro A)
- 1995-1996 :   JA Dijon  (Pro A)
- 1996-1999 :   Besançon  (Pro A)
- 1999-2000 :   Paris Basket Racing  (Pro A)
- 2000-2001 :   Cercle Saint-Pierre de Limoges  (Pro B)
- 2001-2002 :   Cercle Saint-Pierre de Limoges  (Pro A)
- 2002-2003 :   Besançon  (Pro B)
- 2003-2004 :   Besançon  (Pro A)

Dumas n'a pas joué en 1994-1995 en raison d'un arrêt médical.

## Palmarès

### Équipe nationale
- 1992 : Médaille de bronze au Championnat d'Europe espoirs avec la France
- 1993 : Vice-champion du Monde espoirs avec la France

### Clubs
- 2000 : Finaliste de la Coupe de France avec Paris
- 2001 : Champion de France Pro B avec Limoges

## All-Star Game
- 1998-1999: Participe au All-Star Game de la LNB, à Paris (Coubertin)